# كورد ميلوديك
كورد ميلوديك (بالإنجليزية: Chord Melodic) (ولد في 27 نوفمبر 1986) هو ممثل ومغني بريطاني من مانشستر، إنجلترا. اشتهر بأدواره في المسلسلات التلفزيونية البريطانية، لا سيما مشاركته في هولي أوكس وشامليس.
اشتهر بأدائه لشخصية سليدج في المسلسل الدرامي البوليسي الحائز على جائزة البافتا الوادي السعيد.

## حياته المهنية
بدأ ميلوديك مسيرته الفنية في عام 2006، وحقق شهرة من خلال أدائه في مسلسل هولي أوكس حيث لعب دور "آندي سوارت"، كما شارك في أعمال درامية أخرى مثل شامليس وواترلو رود. إضافة إلى عمله في التمثيل، عمل ميلوديك في مجال الموسيقى كمغني.

## أعماله المختارة
- هولي أوكس – آندي سوارت

- شامليس

- واترلو رود